# Co to za ptak?
Co to za ptak? (ros. Это что за птица?) – radziecki krótkometrażowy film animowany z 1955 roku w reżyserii Jewgienija Migunowa oparty na podstawie bajki Władimira Sutiejewa o tym samym tytule.

## Animatorzy
Boris Butakow, Lidija Riezcowa, Wiaczesław Kotionoczkin, Igor Podgorski, Władimir Piekar, Dmitrij Biełow, Fiodor Chitruk